# Abraham van den Hecken

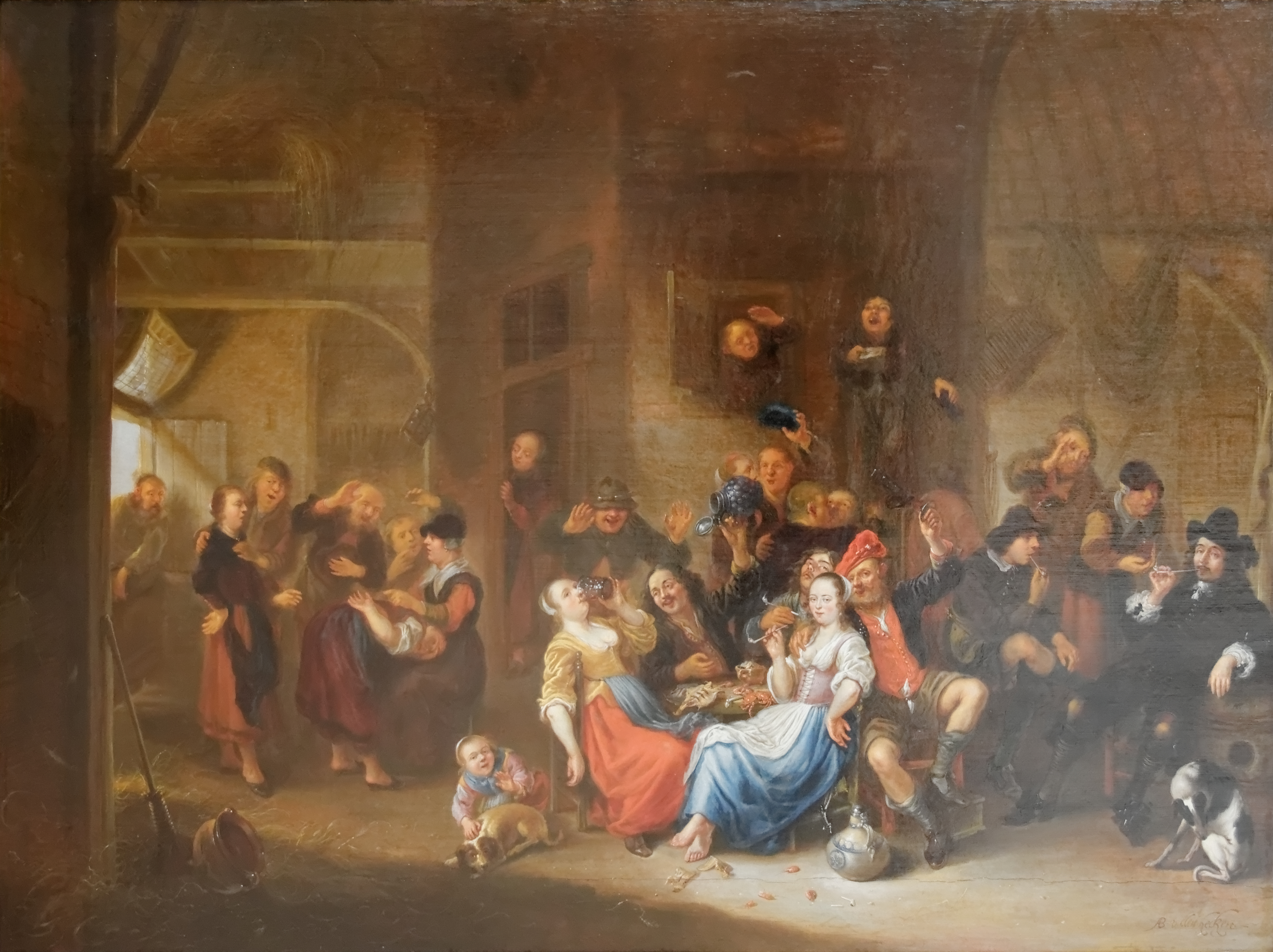
Vrolijk gezelschap in een herberg

Abraham van den Hecken (Antwerpen, ca. 1615 - 1655 of later) was een Nederlands kunstschilder uit de periode van de Gouden Eeuw. Hij vervaardigde genrestukken, religieuze en historische taferelen, portretten en stillevens.
Over het leven van Van den Hecken is weinig bekend. Zowel zijn geboorte- als overlijdensdatum zijn onzeker. Mogelijk is hij overleden in Amsterdam, al wordt ook Den Haag genoemd, plaatsen waar hij afwisselend woonde. Hij was een zoon van de uit Antwerpen afkomstige Samuel van den Hecken, landschaps- en stillevenschilder, die zich in de jaren 1620 in de Noordelijke Nederlanden vestigde en hem vermoedelijk ook opleidde. Zijn zuster Magdalena schilderde eveneens en hield zich voornamelijk bezig met stillevens.
In 1635 trouwde hij in Amsterdam met Catharina Lunden, zuster van de schilder Gerrit Lundens. In 1652 reisde hij naar Londen.